# Knäcken
Knäcken (literalmente, en sueco "grieta", Visby, Suecia, 1999 - Estocolmo, Suecia, 2013) fue un gato muy conocido y un perfil de ciudad durante más de diez años alrededor de Stora torget en el centro de la ciudad de Visby. El día de Visby, el 4 de octubre de 2014, se inauguró una estatua de bronce en su memoria, que tenía su lugar obvio en el armario eléctrico fuera de la tienda de comestibles Torgkassen (lugar donde el animal descansaba).

## Biografía y descripción

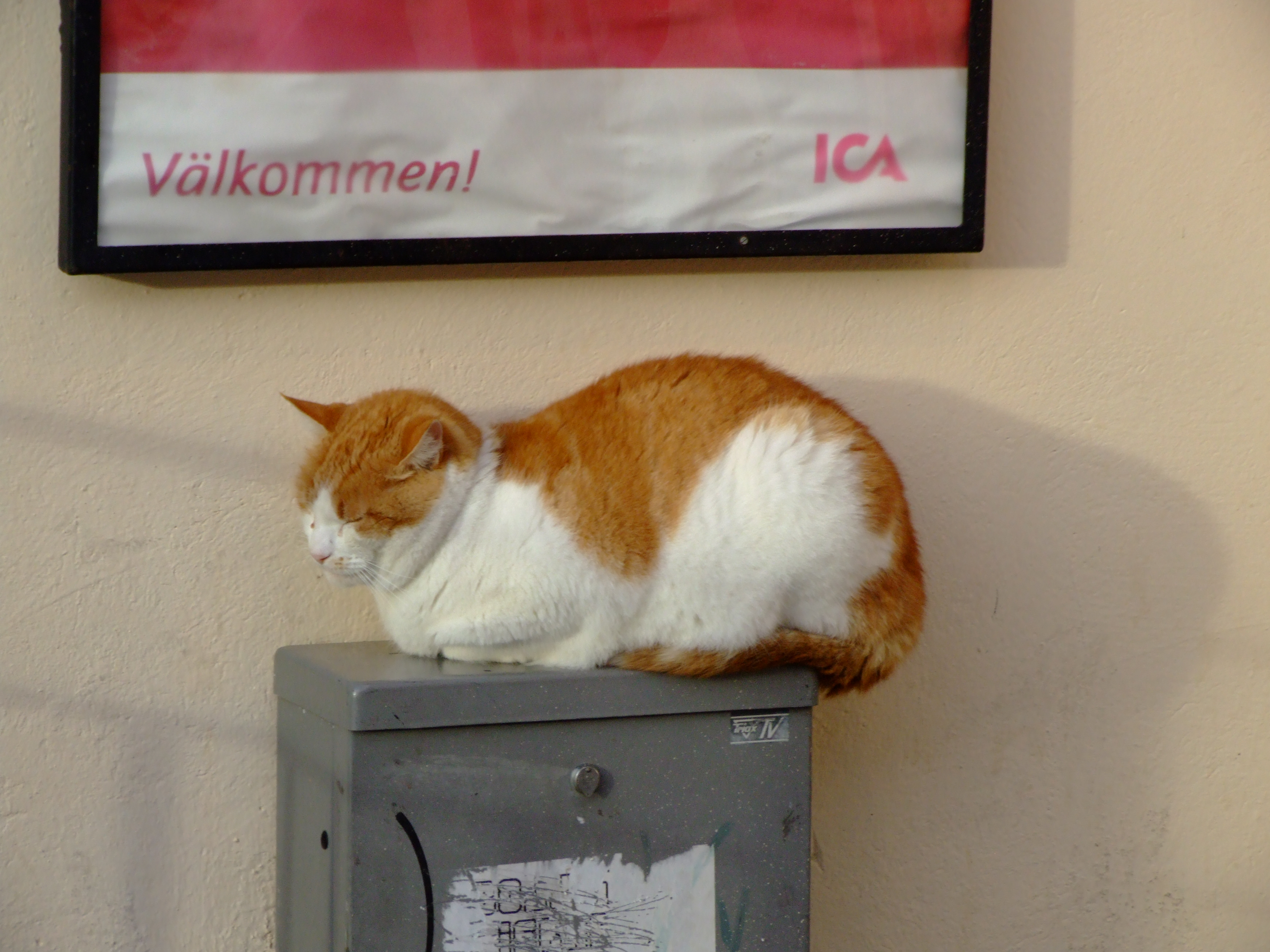
Knäcken descansando.

Knäcken era bien conocido tanto entre los residentes como entre los turistas de Visby y también se le llamaba "El Barón Rojo" o "El Rey de Visby". Era un gato macho extremadamente grande y tenía mucha integridad. Su territorio y área era Stora torget, del cual realizaba un seguimiento diario. Hay historias de cómo él se mantiene en la tienda de comestibles, duerme en el estante del pan y pide comida a los turistas fuera de los restaurantes, donde también tiene platos que llevan su nombre.
Knäcken murió en mayo de 2013 en Estocolmo, a una edad respetable para los gatos, 14 años. 

## La estatua

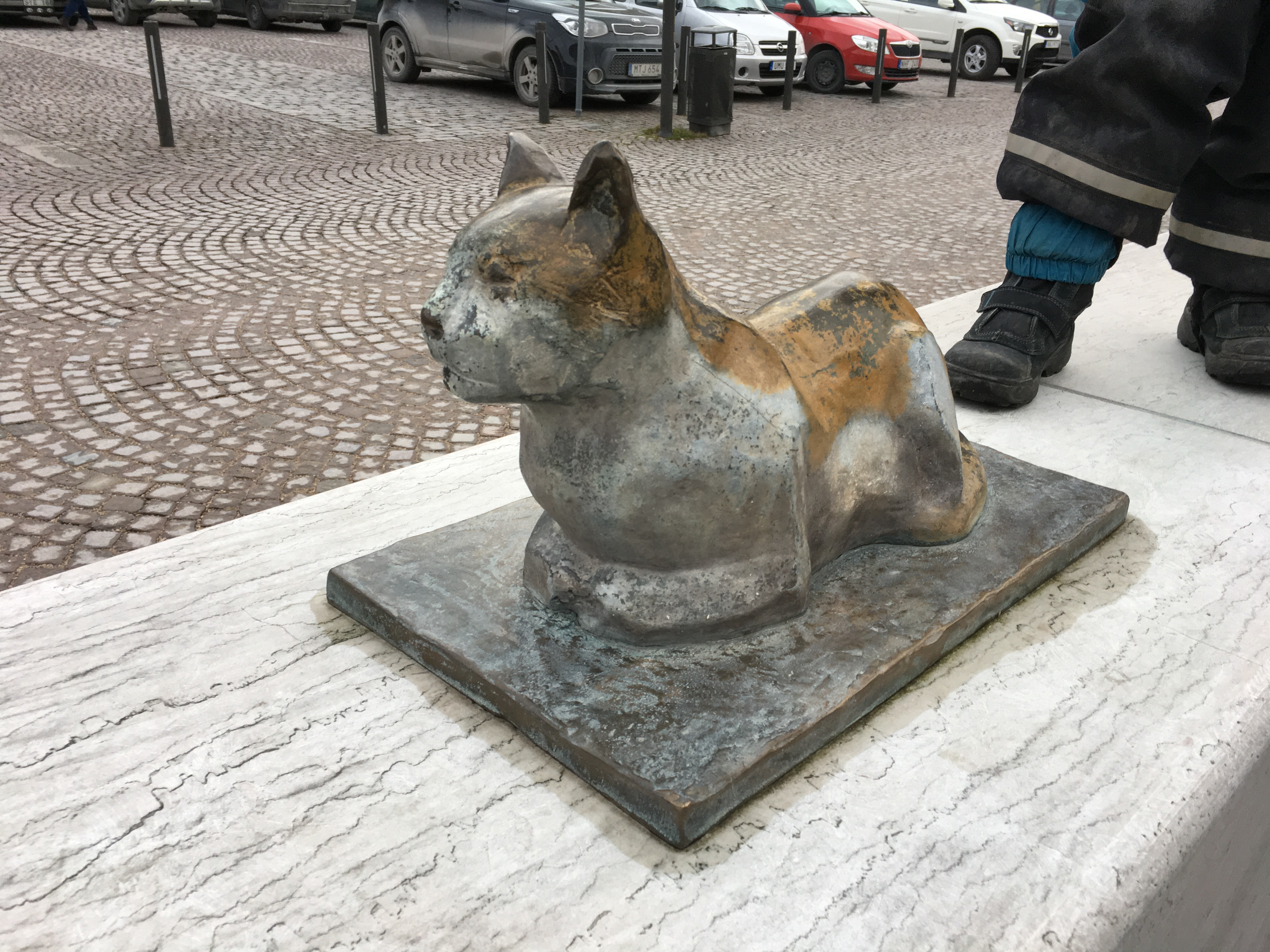
La estatua de Knäcken en Visby, erigida en su memoria.

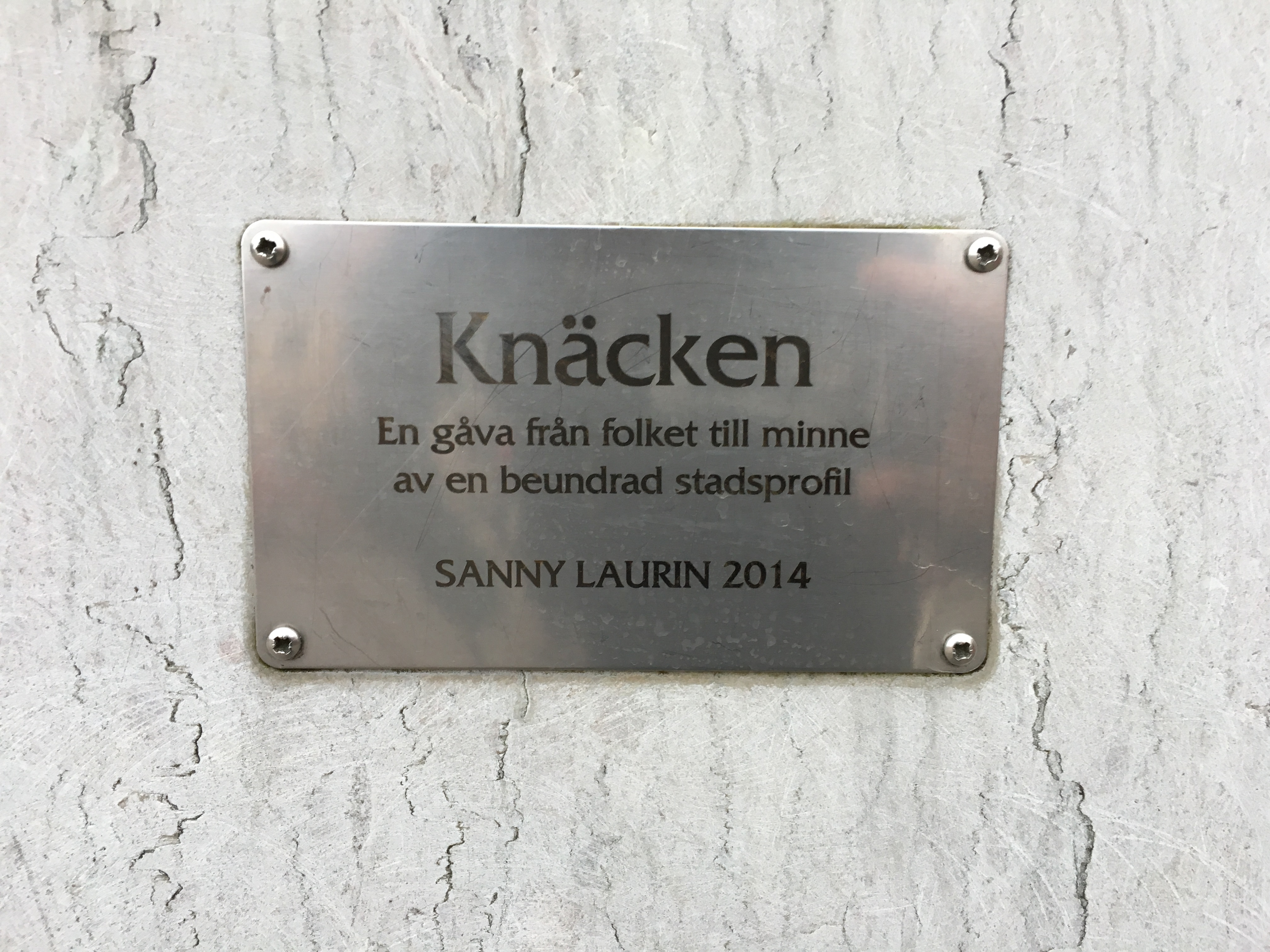
Placa de la estatua en homenaje al famoso gato sueco.

Es el escultor de Gotland Sanny Laurin quien creó la escultura de bronce rojo y blanco que representa a Knäcken descansando en tamaño natural. Después de discusiones en un grupo de Facebook, se envió una propuesta ciudadana a la Región de Gotland para erigir una estatua en memoria de Knäcken. Tanto el diseño como la ubicación fueron aprobados tanto por la administración de cultura y ocio como por la administración comunitaria dentro de la región de Gotland, pero también anunciaron que no había dinero para la implementación.
Con esto, se inició una recaudación de fondos en Internet que donó más de 40.000 coronas suecas a una estatua. El objetivo se fijó en 80.000 coronas suecas, pero la artista Sanny Laurin renunció a toda su compensación a favor de llevar a cabo el proyecto y erigir la estatua. En la inauguración el 4 de octubre de 2014, Jan Brunius, exdirector del Museo de Arte de Gotland, pronunció un discurso en el que leyó poemas del libro The Tricky Cats de T.S. Eliot.